# Palisandrovina
Palisandrovina (dalbergija, lat. Dalbergia), veliki rod korisnog drveća i penjačica iz porodice mahunarki raširen po tropskim područjima Amerike, Azije i Afrike. Pripada mu preko 270 vrsta.
U trgovini su najpoznatije vrste poznate pod pod trgovačkim nazivima ružino drvo, kokobolo, grenadil-drvo i palisandar, među kojima se ističu brazilsko ružino drvo (D. nigra), nikaragvansko ružino drvo (D. retusa), istočnoindijski palisandar ili indijsko ružino drvo (D. latifolia), afrički palisandar ili afričko crno drvo (D. melanoxylon), madagaskarski palisandar (D. baronii) i druga.
Drvo ovih vrsta koristi se u izradi namještaja i najfinije rezbarske i tokarske radove.

## Vrste
1. Dalbergia abrahamii Bosser & R.Rabev.
2. Dalbergia acariiantha Harms
3. Dalbergia acuta Benth.
4. Dalbergia acutifoliolata Mendonça & E.P.Sousa
5. Dalbergia adamii Berhaut
6. Dalbergia adiantifolia O.Lachenaud
7. Dalbergia afzeliana G.Don
8. Dalbergia agudeloi J.Linares & M.Sousa
9. Dalbergia ajudana Harms
10. Dalbergia albertisii Prain
11. Dalbergia albiflora A.Chev. ex Hutch. & Dalziel
12. Dalbergia altissima Baker f.
13. Dalbergia andapensis Bosser & R.Rabev
14. Dalbergia arbutifolia Baker
15. Dalbergia armata E.Mey.
16. Dalbergia assamica Benth.
17. Dalbergia aurea Bosser & R.Rabev
18. Dalbergia bakeri Welw. ex Baker
19. Dalbergia baronii Baker
20. Dalbergia bathiei R.Vig.
21. Dalbergia beccarii Prain
22. Dalbergia benthamii Prain
23. Dalbergia berteroi (DC.) Urb.
24. Dalbergia bintuluensis Sunarno & H.Ohashi
25. Dalbergia boehmii Taub.
26. Dalbergia bojeri Drake
27. Dalbergia boniana Gagnep.
28. Dalbergia borneensis Prain
29. Dalbergia brachystachya Bosser & R.Rabev
30. Dalbergia bracteolata Baker
31. Dalbergia brasiliensis Vogel
32. Dalbergia brownei (Jacq.) Schinz
33. Dalbergia burmanica Prain
34. Dalbergia calderonii Standl.
35. Dalbergia calycina Benth.
36. Dalbergia campenonii Drake
37. Dalbergia cana Graham ex Kurz
38. Dalbergia candenatensis (Dennst.) Prain
39. Dalbergia canescens (Elmer) Merr.
40. Dalbergia capuronii Bosser & R.Rabev
41. Dalbergia carringtoniana E.C.Sousa
42. Dalbergia catingicola Harms
43. Dalbergia cavaleriei H.Lév.
44. Dalbergia cearensis Ducke
45. Dalbergia chapelieri Baill.
46. Dalbergia chermezonii R.Vig.
47. Dalbergia chlorocarpa R.Vig.
48. Dalbergia chontalensis Standl. & L.O.Williams
49. Dalbergia cibix Pittier
50. Dalbergia clarkei Thoth.
51. Dalbergia cochinchinensis Pierre
52. Dalbergia commiphoroides Baker f.
53. Dalbergia comorensis Bosser & R.Rabev
54. Dalbergia confertiflora Benth.
55. Dalbergia congensis Baker f.
56. Dalbergia congesta Graham ex Wight & Arn.
57. Dalbergia congestiflora Pittier
58. Dalbergia coromandeliana Prain
59. Dalbergia crispa Hepper
60. Dalbergia cuiabensis Benth.
61. Dalbergia cultrata T.S.Ralph
62. Dalbergia cumingiana Benth.
63. Dalbergia dalzielii Baker f. ex Hutch. & Dalziel
64. Dalbergia darienensis Rudd
65. Dalbergia davidii Bosser & R.Rabev
66. Dalbergia debilis J.F.Macbr.
67. Dalbergia decipularis Rizzini & A.Mattos
68. Dalbergia delphinensis Bosser & R.Rabev
69. Dalbergia densa Benth.
70. Dalbergia densiflora (Benth.) Benth.
71. Dalbergia dialoides (Pierre) Niyomdham
72. Dalbergia duarensis Thoth.
73. Dalbergia dyeriana Prain
74. Dalbergia ealaensis De Wild.
75. Dalbergia ecastaphyllum (L.) Taub.
76. Dalbergia elegans A.M.Carvalho
77. Dalbergia emirnensis Benth.
78. Dalbergia enneaphylla Pittier
79. Dalbergia entadioides Pierre ex Gagnep.
80. Dalbergia eremicola Polhill
81. Dalbergia ernest-ulei Hoehne
82. Dalbergia erubescens Bosser & R.Rabev
83. Dalbergia ferruginea Roxb.
84. Dalbergia fischeri Taub.
85. Dalbergia florifera De Wild.
86. Dalbergia foliacea Wall. ex Benth.
87. Dalbergia foliolosa Benth.
88. Dalbergia foliosa (Benth.) T.S.Ralph
89. Dalbergia fouilloyana Pellegr.
90. Dalbergia frutescens (Vell.) Britton
91. Dalbergia gardneriana Benth.
92. Dalbergia gautieri Bosser & R.Rabev.
93. Dalbergia gentilii De Wild.
94. Dalbergia gilbertii Cronquist
95. Dalbergia gilletii De Wild.
96. Dalbergia glaberrima Bosser & R.Rabev
97. Dalbergia glabra (Mill.) Standl.
98. Dalbergia glandulosa Benth.
99. Dalbergia glaucescens (Mart. ex Benth.) Benth.
100. Dalbergia glaucocarpa Bosser & R.Rabev
101. Dalbergia glaziovii Harms
102. Dalbergia glomerata Hemsl.
103. Dalbergia glomeriflora Kurz
104. Dalbergia godefroyi Prain
105. Dalbergia gossweileri Baker f.
106. Dalbergia gracilis Benth.
107. Dalbergia granadillo Pittier
108. Dalbergia grandibracteata De Wild.
109. Dalbergia grandistipula A.M.Carvalho
110. Dalbergia greveana Baill.
111. Dalbergia guttembergii A.M.Carvalho
112. Dalbergia hainanensis Merr. & Chun
113. Dalbergia hancei Benth.
114. Dalbergia havilandii Prain
115. Dalbergia henryana Prain
116. Dalbergia hepperi Jongkind
117. Dalbergia heudelotii Stapf
118. Dalbergia hiemalis Malme
119. Dalbergia hildebrandtii Vatke
120. Dalbergia hirticalyx Bosser & R.Rabev
121. Dalbergia horrida (Dennst.) Mabb.
122. Dalbergia hortensis Heringer, Rizzini & A.Mattos
123. Dalbergia hoseana Prain
124. Dalbergia hosokawae Costion
125. Dalbergia hostilis Benth.
126. Dalbergia hullettii Prain
127. Dalbergia humbertii R.Vig.
128. Dalbergia hupeana Hance
129. Dalbergia hygrophila (Mart. ex Benth.) Hoehne
130. Dalbergia intermedia A.M.Carvalho
131. Dalbergia inundata Spruce ex Benth.
132. Dalbergia iquitosensis Harms
133. Dalbergia jaherii Burck ex Prain
134. Dalbergia jingxiensis S.Y.Liu
135. Dalbergia johorensis Sunarno & H.Ohashi
136. Dalbergia junghuhnii Benth.
137. Dalbergia kingiana Prain
138. Dalbergia kunstleri Prain
139. Dalbergia lactea Vatke
140. Dalbergia lanceolaria L.f.
141. Dalbergia lancistipula O.Lachenaud
142. Dalbergia lastoursvillensis Pellegr.
143. Dalbergia lateriflora Benth.
144. Dalbergia latifolia Roxb.
145. Dalbergia laxiflora Micheli
146. Dalbergia lemurica Bosser & R.Rabev
147. Dalbergia librevillensis Pellegr.
148. Dalbergia longepedunculata J.Linares & M.Sousa
149. Dalbergia louisii Cronquist
150. Dalbergia louvelii R.Vig.
151. Dalbergia luteola J.Linares & M.Sousa
152. Dalbergia macrosperma Welw. ex Baker
153. Dalbergia madagascariensis Vatke
154. Dalbergia malabarica Prain
155. Dalbergia manongarivensis Bosser & R.Rabev.
156. Dalbergia maritima R.Vig.
157. Dalbergia martini F.White
158. Dalbergia masoalensis Bosser & R.Rabev.
159. Dalbergia matthewii Soosairaj, P.Raja & Britto
160. Dalbergia mayumbensis Baker f.
161. Dalbergia melanocardium Pittier
162. Dalbergia melanoxylon Guill. & Perr.
163. Dalbergia menoeides Prain
164. Dalbergia micheliana De Wild.
165. Dalbergia microphylla Chiov.
166. Dalbergia millettii Benth.
167. Dalbergia mimosella (Blanco) Prain
168. Dalbergia minutiflora Sunarno & H.Ohashi
169. Dalbergia miscolobium Benth.
170. Dalbergia modesta J.Linares & M.Sousa
171. Dalbergia mollis Bosser & R.Rabev
172. Dalbergia monophylla G.A.Black
173. Dalbergia monticola Bosser & R.Rabev
174. Dalbergia multijuga E.Mey.
175. Dalbergia negrensis (Radlk.) Ducke
176. Dalbergia neoperrieri Bosser & R.Rabev
177. Dalbergia nervosa O.Lachenaud
178. Dalbergia ngounyensis Pellegr.
179. Dalbergia nigra (Vell.) Allemão ex Benth.
180. Dalbergia nigrescens Kurz
181. Dalbergia nitida (Mart. ex Benth.) Ducke ex Hoehne
182. Dalbergia nitidula Welw. ex Baker
183. Dalbergia normandii Bosser & R.Rabev
184. Dalbergia obliquifoliolata O.Lachenaud
185. Dalbergia oblongifolia G.Don
186. Dalbergia obovata E.Mey.
187. Dalbergia occulta Bosser & R.Rabev.
188. Dalbergia odorifera T.C.Chen
189. Dalbergia oligophylla Baker ex Hutch. & Dalziel
190. Dalbergia oliveri Gamble ex Prain
191. Dalbergia orientalis Bosser & R.Rabev
192. Dalbergia ovalis (L.) P.L.R.Moraes & L.P.Queiroz
193. Dalbergia ovata Graham ex Benth.
194. Dalbergia pachycarpa (De Wild. & T.Durand) Ulbr. ex De Wild.
195. Dalbergia palo-escrito Rzed. & Guridi-Gómez
196. Dalbergia parviflora Roxb.
197. Dalbergia peguensis Thoth.
198. Dalbergia peltieri Bosser & R.Rabev
199. Dalbergia pervillei Vatke
200. Dalbergia pilosa Adema
201. Dalbergia pinnata (Lour.) Prain
202. Dalbergia pluriflora Baker f.
203. Dalbergia polyadelpha Prain
204. Dalbergia poolii Baker
205. Dalbergia prainii Thoth.
206. Dalbergia pseudo-ovata Thoth.
207. Dalbergia pseudobaronii R.Vig.
208. Dalbergia pseudoviguieri Bosser & R.Rabev.
209. Dalbergia purpurascens Baill.
210. Dalbergia ramosii Sunarno & H.Ohashi
211. Dalbergia reniformis Roxb.
212. Dalbergia reticulata Merr.
213. Dalbergia retusa Hemsl.
214. Dalbergia revoluta Ducke
215. Dalbergia rhachiflexa J.Linares & M.Sousa
216. Dalbergia richardsii Sunarno & H.Ohashi
217. Dalbergia riedelii (Benth.) Sandwith
218. Dalbergia rimosa Roxb.
219. Dalbergia riparia (Mart. ex Benth.) Benth.
220. Dalbergia rostrata Hassk.
221. Dalbergia rubiginosa Roxb.
222. Dalbergia ruddiae J.Linares & M.Sousa
223. Dalbergia rufa G.Don
224. Dalbergia rugosa Hepper
225. Dalbergia salvanaturae J.Linares & M.Sousa
226. Dalbergia sambesiaca Schinz
227. Dalbergia sampaioana Kuhlm. & Hoehne
228. Dalbergia sandakanensis Sunarno & H.Ohashi
229. Dalbergia saxatilis Hook.f.
230. Dalbergia semiapplanata O.Lachenaud
231. Dalbergia sericea G.Don
232. Dalbergia setifera Hutch. & Dalziel
233. Dalbergia simpsonii Rudd
234. Dalbergia sissoides Graham ex Wight & Arn.
235. Dalbergia sissoo Roxb. ex DC.
236. Dalbergia spruceana Benth.
237. Dalbergia stenopetala O.Lachenaud
238. Dalbergia stenophylla Prain
239. Dalbergia stevensonii Standl.
240. Dalbergia stipulacea Roxb.
241. Dalbergia suaresensis Baill.
242. Dalbergia subcymosa Ducke
243. Dalbergia suthepensis Niyomdham
244. Dalbergia tabascana Pittier
245. Dalbergia teijsmannii Sunarno & H.Ohashi
246. Dalbergia teixeirae E.C.Sousa
247. Dalbergia thomsonii Benth.
248. Dalbergia thorelii Gagnep.
249. Dalbergia tilarana N.Zamora
250. Dalbergia tinnevelliensis Thoth.
251. Dalbergia tonkinensis Prain
252. Dalbergia travancoria Thoth.
253. Dalbergia trichocarpa Baker
254. Dalbergia tricolor Drake
255. Dalbergia tsaratananensis Bosser & R.Rabev
256. Dalbergia tsiandalana R.Vig.
257. Dalbergia tsoi Merr. & Chun
258. Dalbergia tucurensis Donn.Sm.
259. Dalbergia uarandensis (Chiov.) Thulin
260. Dalbergia urschii Bosser & R.Rabev
261. Dalbergia vacciniifolia Vatke
262. Dalbergia velutina Benth.
263. Dalbergia vietnamensis P.H.Hô & Niyomdham
264. Dalbergia viguieri Bosser & R.Rabev
265. Dalbergia villosa (Benth.) Benth.
266. Dalbergia volubilis Roxb.
267. Dalbergia wattii C.B.Clarke
268. Dalbergia xerophila Bosser & R.Rabev
269. Dalbergia xylocarpa O.Lachenaud
270. Dalbergia yunnanensis Franch.

## Sinonimi
- Acouroa Aubl.
- Amerimnon P.Browne
- Coroya Pierre
- Drakensteinia DC.
- Drakenstenia Neck.
- Ecastaphyllum P.Browne
- Endespermum Blume
- Fornasinia Bertol.
- Hecastophyllum Kunth
- Miscolobium Vogel
- Podiopetalum Hochst.
- Pterocarpus P.J.Bergius
- Securidaca L.
- Semeionotis Schott
- Trioptolemea Mart. ex Benth.
- Triptolemea Mart.